# Kathleen Scott
Edith Agnes Kathleen Scott, baronne Kennet (27 mars 1878 - 25 juillet 1947) est une sculptrice britannique.

## Famille
Née Edith Agnes Kathleen Bruce, elle est la plus jeune des onze enfants de Lloyd Stewart Bruce et Jane Bruce. Elle épouse l'explorateur polaire Robert Falcon Scott le 2 septembre 1908. Ils auront un fils l'année suivante, Peter Markham Scott. Son mari décède en Antarctique en 1912. Elle épouse ensuite l'homme politique Edward Hilton Young dix ans plus tard. Ils auront un fils, Wayland Hilton Young, né le 2 août 1923. Parmi les petits-enfants de Kathleen Scott on trouve Emily Young et Louisa Young.

## Travail

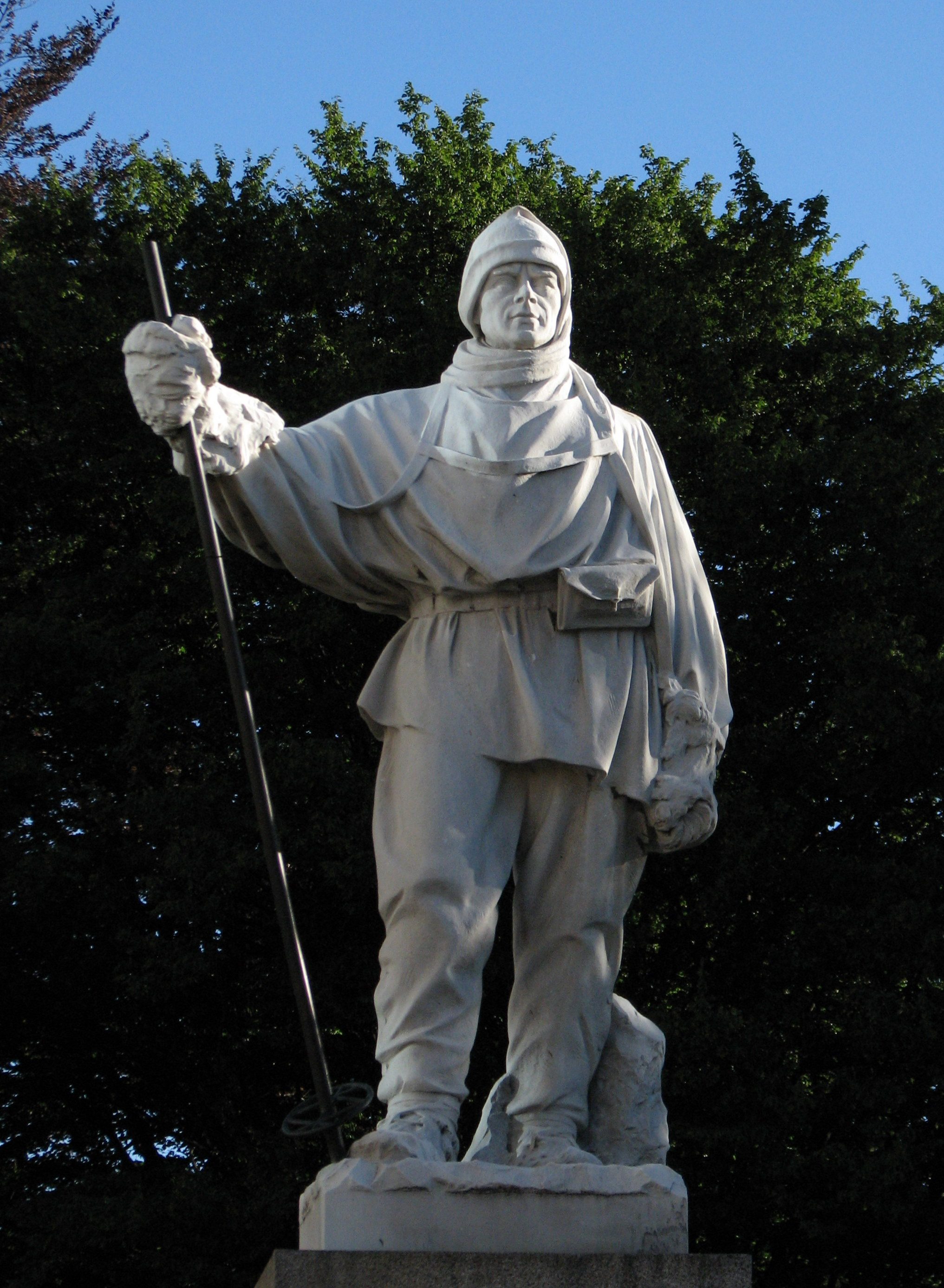
La statue de Robert Falcon Scott à Christchurch

Trois des bustes qu'elle a créés sont exposés au National Portrait Gallery de son pays natal ; elle est également le sujet de treize portraits photographiques qui y sont exposés.
Elle a sculpté au moins deux statues de son premier mari Robert Falcon Scott après sa mort. L'une d'elles est située à Christchurch (Nouvelle-Zélande), et l'autre au palais de Waterloo à Londres. Une plaque commémorative en l'honneur de Scott se trouve à l'extérieur du Scott Polar Research Institute à Cambridge, à côté d'une statue de la Jeunesse dont le modèle fut A. W. Lawrence, le frère cadet de Lawrence d'Arabie.
Elle a également sculpté une statue d'Edward Smith, le capitaine du Titanic, après sa mort. Cette œuvre est aujourd'hui à Litchfield (Hampshire, Angleterre).
Kathleen Scott a été membre de l'International Society of Sculptors, Painters and Gravers.

## Titre
En 1913 on lui décerne le rang (mais non le style) d'une veuve d'un chevalier de l'Ordre du Bain. Cela signifie que dans l'ordre de préséance officielle elle était traitée en tant que veuve d'un chevalier. Toutefois, elle n'avait pas le droit de s'appeler Lady Scott, et son défunt mari ne fut pas adoubé de manière posthume. Kathleen Scott devient baronne en épousant son second mari, le baron Kennet.